# Bruno Gaburro
Bruno Gaburro, né le 5 juin 1939 à Rivergaro dans la province de Plaisance (Émilie-Romagne), est un réalisateur et scénariste de cinéma et de télévision italien.

## Biographie
Gaburro a étudié l'art dramatique avec Esperia Sperani, mais s'est ensuite consacré au documentaire en tant qu'assistant réalisateur du documentariste brescian Achille Rizzi. Après le court métrage 25 secondi sul lago di Garda, il s'est tourné vers le long métrage. Son premier film, Ecce homo, est une tentative de description d'une société post-apocalyptique, influencée par Marco Ferreri, pour laquelle il a pu engager plusieurs acteurs de renom. Tous les films suivants sont cependant moins remarquables d'un point de vue artistique que commercial ; Gaburro réussit toujours à obtenir un grand succès public avec ses comédies. Après des incursions dans le cinéma érotique et pornographique, il a tourné les films à succès Abbronzatissimi (it) et Abbronzatissimi 2: Un anno dopo (it) et, à partir de 1998, pour la télévision italienne. Au cours de sa carrière, il a signé plusieurs de ses œuvres sous les pseudonymes de Marco Sole, Alex Romano, Bob Singer, Joe Brenner et Alex Damiano.

### Vie privée
Gaburro a été marié de 1962 à 1977 avec l'actrice Erika Blanc, qu'il a découverte au cinéma ; de cette union est née Barbara Blanc (it), qui est également devenue actrice.

## Filmographie

### Réalisateur de cinéma
- 1969 : Ecce homo (Ecce homo, I sopravvissuti)
- 1969 : Vedove inconsolabili in cerca di... distrazioni (it)
- 1974 : I figli di nessuno (it)
- 1975 : Péchés en famille (it) (Peccati in famiglia)
- 1976 : Il letto in piazza (it)
- 1980 : Cameriera senza... malizia (it)
- 1980 : La locanda della maladolescenza (it)
- 1983 : Fiamma d'amore
- 1984 : Malombra (it)
- 1984 : Maladonna (it)
- 1984 : Il peccato di Lola (it)
- 1985 : Penombra (it)
- 1987 : Oggetto sessuale (it)
- 1988 : Frustrazione (it)
- 1989 : Crimes sur mesure (La morte è di moda)
- 1989 : Frisson (Spogliando Valeria)
- 1989 : Casa di piacere
- 1990 : Alcune signore per bene (it)
- 1991 : Abbronzatissimi (it)
- 1993 : Abbronzatissimi 2: Un anno dopo (it)
- 1993 : Rose rosse per una squillo

### Réalisateur de télévision
- 1998 : Come quando fuori piove (it) - téléfilm
- 2005 : Il cielo può attendere - téléfilm
- 2010 : Prima della felicità - téléfilm
- 2014 : Un angelo all'inferno - téléfilm

### Scénariste
- 1969 : Ecce homo (Ecce homo, I sopravvissuti) de Bruno Gaburro
- 1974 : I figli di nessuno (it) de Bruno Gaburro
- 1975 : Péchés en famille (it) (Peccati in famiglia) de Bruno Gaburro
- 1980 : La locanda della maladolescenza (it) de Bruno Gaburro
- 1993 : Abbronzatissimi 2: Un anno dopo (it) de Bruno Gaburro
- 2014 : Un angelo all'inferno - téléfilm de Bruno Gaburro